# マチャネン
マチャネン（英語: Machaneng）はボツワナセントラル地区の村。リンポポ川沿岸に位置し、南アフリカ共和国の国境に接し、区都マハラピエの東80キロメートルの場所にある。2001年の人口センサスによると人口は2,050人。

## 施設
ボツワナ矯正局 (BPS)がマチャネン刑務所を運営している。

## 交通

### 空港
- マチャネン空港（英語版）